# Andrés III de Hungría
Andrés III de Hungría (en húngaro: III. András; en latín: Andreas III) (Venecia, 1265? - Buda, 1301). Vigésimotercer Rey de Hungría (1290 - 1301). Hijo de Tomasina Morosini y del príncipe Esteban el póstumo, hijo a la vez de Andrés II de Hungría.

## Biografía
Se estima que el príncipe Esteban habría sido un hijo ilegítimo, o bien no participó abiertamente en cuestiones públicas y por esto no habría tenido importancia política previa.  Sin embargo, se trasladó a Venecia donde habría tomado por esposa a una noble de apellido Morosini. Ahí tuvo entre sus hijos a Andrés hacia 1265.

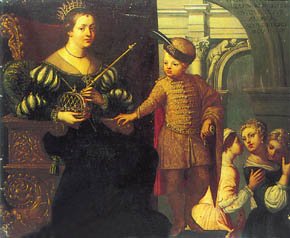
Tomasina Morosini y su hijo Andrés III de Hungría. Pintura del.

Tras la muerte del rey húngaro Ladislao IV surgieron muchos pretendientes a la corona húngara. El 6 de enero de 1292, la princesa María, hija del fallecido rey Esteban V de Hungría, renunció a su derecho al trono húngaro y se lo cedió a su hijo Carlos Martel de Anjou-Sicilia, quien comenzó a actuar para impedir que Andrés III obtuviese la corona. No obstante, su prematura muerte en 1295 le impidió obstaculizar la permanencia en el trono de Andrés, quien ya había sido coronado en 1290. A la muerte de Carlos Martel, su hijo Carlos Roberto de Anjou-Sicilia, apoyado por su abuela, declaró su pretensión al trono húngaro.
Durante el reinado de Andrés III se sucedieron varios enfrentamientos con el duque de Austria Alberto I de Habsburgo, los cuales concluyeron con victorias para Hungría gracias al mando y estrategia del noble Mateo Csák, quien sirvió al monarca húngaro en la batalla más importante en 1292. A partir de entonces, Mateo Csák fue obteniendo cada vez más influencia sobre castillos y territorios húngaros, hasta convertirse en uno de los oligarcas más poderosos de la época que desafió la figura del rey en muchas ocasiones. 
En 1296 Andrés III consiguió la mano de Inés de Habsburgo, hija de su antiguo adversario Alberto I de Habsburgo, quien a partir de ese momento se convirtió en su suegro y aliado. Para 1298 Alberto fue elegido emperador del Sacro Imperio Romano Germánico y de esta forma las relaciones entre los alemanes y húngaros se afianzaron poderosamente por casi media década.
En 1301 falleció Andrés III a los 36 años de edad y ante la ausencia de heredero y el cada vez más creciente poder de los nobles oligarcas, surgieron nuevamente pretendientes al trono. Entre ellos se hallaban el muy joven Wenceslao III de Bohemia y Otón III duque de Baviera, los cuales finalmente renunciaron a la corona, dando paso a Carlos Roberto de Anjou-Sicilia, quien seguía considerándose heredero al trono húngaro desde la muerte de su padre en 1295. 
Tras la muerte de Andrés III se extinguió la dinastía de la Casa de Árpad y llegó la franco-italiana de los Anjou.